# 花笠高原スキー場
花笠高原スキー場（はながさこうげんスキーじょう）は、山形県尾花沢市にあるスキー場。
スキー、スノーボードが全面滑走可能。初級、中級、上級の3つのコースからなる。ゲレンデ総面積は10.5ha。2017年には三連キッカーも新設され、パークアイテムも整備されている。ナイター営業も行っている。

## ゲレンデ
- Aコース
- Bコース
- Cコース

## リフト
- ペアリフト

## 施設
レンタルコーナーとレストランを設けたスキーハウスがある。

## アクセス
- 自動車
  - 東北中央自動車道東根インターチェンジより約50分（約40km）。
- 電車
  - 東日本旅客鉄道（JR東日本）大石田駅より市営バスで約40分。

無料駐車場あり（300台収容）